# Helle Fagralid
Helle Fagralid, född 11 maj 1976 i Helsingör, Danmark, är en dansk skådespelare. 

## Biografi
Fagralid har färöiskt påbrå och växte upp i Helsingör, främst hos sin mor då hennes föräldrar skilde sig när hon var två år. Hon filmdebuterade redan som elvaåring och medverkade i en rad filmer och tv-serier innan hon utexaminerades från Statens Teaterskole år 2001. Hon har sedan 2002 tillhört den fasta ensemblen på Det Kongelige Teater och 2011-2015 del av dess experimentella avdelning "Det røde rum", men har från 2016 övergått till en frilansande verksamhet i samband med teaterns stora besparingar. På tv har hon bland annat medverkat i serier som Nikolaj och Julie (2002-03), Brottet och 1864 (2014). För rollen som upprorisk klosterskoleelev i Nonnebørn (1997) nominerades hon till en Robert som "Bästa skådespelerska" och för rollen som Signe i Nils Malmros självbiografiska film Sorgen och glädjen (2013) tilldelades hon Robert-priset för "Bästa kvinnliga huvudroll".
Hon spelade 2003 i Bille Augusts Lars Norén-filmatisering Detaljer och medverkade den skandinaviska storproduktionen av Henrik Ibsens medeltidsdrama Kungsämnena i samproduktion mellan Nationalteatret, Dramaten och Det Kongelige Teater.
Hon har en son med trumslagaren Stefan Pasborg, som hon var gift med 2008-2012. Från 2012 är hon gift med filmregissören Ole Bornedal.

## Priser och utmärkelser
- 1997 – Nominerad till Robert för Nonnebørn
- 2013 – Robertpriset för Sorg och glädje
- 2013 – Nominerad till Bodilpriset för Sorg och glädje
- 2013 – Tilldelades Dannebrogorden av 1:a graden av HM drottningen av Danmark[10]

## Filmografi
- 1987 – Negerkys og labre larver
- 1988 – Rødtotterne og Tyrannos
- 1990 – Lad isbjørnene danse
- 1992 – Mysteriet med det levande liket (TV-serie)
- 1992 – Det skaldede spøgelse
- 1995 – Farligt venskab
- 1995 – Cirkus Ildebrand
- 19997 – Nonnebørn
- 1997 – Hotell Oslo (TV-serie)
- 1997 – Hemligheter (novellfilm)
- 1999 – Kærlighed ved første hik
- 2000 – Juliane
- 2003 – Nikolaj och Julie (TV-serie)
- 2003 – Detaljer
- 2003 – Reconstruction
- 2004 – Den tredje makten
- 2005 – Jul i Valhall (TV-julkalender)
- 2005 – Ambulansen
- 2008 – Blå män
- 2009 – Store drømme (TV-serie)
- 2009 – Original
- 2009-10 – Blekingegade (TV-serie)
- 2011 – Buzz Aldrin (TV-serie)
- 2012 – Brottet (TV-serie)
- 2013 – Sorg och glädje
- 2014 – 1864 (TV-serie)
- 2018 – Så længe jeg lever
- 2018 – Helt perfekt (dansk TV-serie)
- 2019 – Gisslantagningen (TV-serie)
- 2021 – Den som dräper – Mörkret (TV-serie)
- 2022 – Morden i Helsingör (TV-serie)
- 2025 – Other People's Money (TV-serie)

## Teater

### Roller
| År   | Roll   | Produktion               | Regi                 | Teater                                        |
| 2004 | Sigrid | Kungsämnena Henrik Ibsen | Alexander Mørk-Eidem | Nationalteatret Dramaten Det Kongelige Teater |